# Пыстрома (посёлок)
Пыстрома — посёлок в Виноградовском районе Архангельской области. Входит в состав Рочегодского сельского поселения.

## География
Посёлок расположен в центре Виноградовского района, на левом берегу реки Пыстрома (приток Нондруса).

## История
Посёлок Пыстрома интенсивно строился в 1947—1948 годах.

## Население
| 2002 | 2010 | 2012 |
| ---- | ---- | ---- |
| 102  | ↘0   | →0   |

Ныне, по данным Всероссийской переписи населения 2010 года, постоянного населения в посёлке нет. В 2006 году было 8 человек, в 2002 году — 101 человек (русские — 90 %).

### Карты
- Пыстрома. Публичная кадастровая карта
- [mapp38.narod.ru/map1/index39.html P-38-39,40. (Лист Рочегда)]
- Пыстрома на Wikimapia